# Serra d'en Planes
La Serra d'en Planes és una serra situada al municipi d'Anglès a la comarca de la Selva, amb una elevació màxima de 305 metres.